# Акрил
Акри́л: 
1. в органической химии -акрил- — корень в тривиальных названиях веществ, указывающий на принадлежность соединения к производным акриловой кислоты: акрилаты — соли и эфиры акриловой кислоты, акрилонитрил — нитрил акриловой кислоты, метакриловая кислота — 1-метилакриловая кислота, акрилоилхлорид - хлорангидрид акриловой кислоты и т. п.
2. разговорное название полимеров на основе акриловой кислоты (полиакрилаты),  метакриловой кислоты (полиметакрилаты) и акрилонитрила (полиакрилонитрил), а также материалов (волокон, красок) из них.